# Metropol (kavárna)
Metropol, původně německy Budweiser Bierhalle, byla rakousko-uherská pivnice a později prvorepubliková kavárna, restaurace a tančírna na Mariánském náměstí v Českých Budějovicích. Fungovala mimo jiné jako jedno z kulturně-společenských a politických center města. Zbourána byla na příkaz tajemníka KV KSČ počátkem 60. let 20. století. Formálně pod záminkou uvolnění prostoru pro divadlo, reálně je doloženo, že tajemník byl informován o absenci financí v rozpočtu, takže si byl vědom, že divadlo po odstranění budovy nevznikne.

## Situace před založením

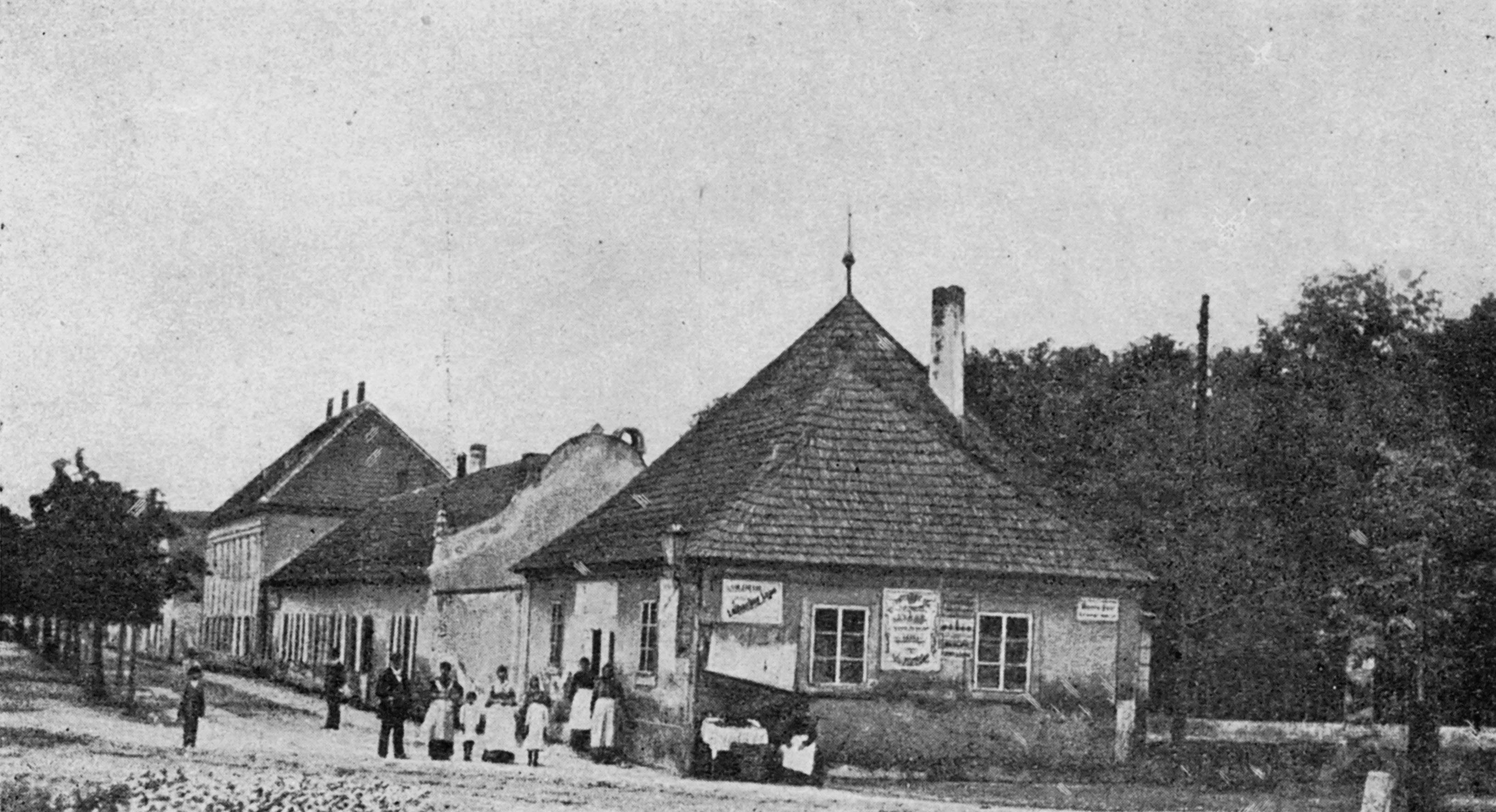
Střelnice ostrostřelců před rokem 1877

Oblast za Pražskou branou podél současné Pražské třídy měla po dlouhou dobu venkovský charakter. Vpravo (východně) od silnice při jejím ústí na Mariánské náměstí byla v roce 1748 postavena střelnice ostrostřelců. Z bezpečnostních důvodů došlo v roce 1867 ke zrušení. Ostrostřelci se 8. září 1875 přesunuli na Střelecký ostrov, v oblasti Mariánského náměstí se po nich dočasně zachoval pouze tehdejší název současné ulice 28. října: Střelnická. O deset let později vznikla v uvolněném prostoru budova pivnice.

## Budweiser Bierhalle
Pozdně klasicistní stylová budova vznikla za Rakouska-Uherska v roce 1877. Postavit ji nechal Měšťanský pivovar jako pivnici nazvanou Budweiser Bierhalle na pozemcích odkoupených od ostrostřelců. V neděli 30. října 1892 hrálo v podniku mechanické divadlo H. Havel, snad předchůdce biografu (tento podnik pořádal asi první představení tohoto typu ve městě, již v roce 1887 hrál v oblasti bývalého Krumlovského rybníka). Od roku 1900 se v zahradě pořádaly politické tábory lidu, které se na Mariánské přesunuly ze vzdálenějšího Palackého náměstí. Od listopadu 1902 opakovaně účinkoval podnik Viktora Ponrepo, což dobový tisk hodnotil slovy: „Produkce amerického biografu v sále Budějovické pivnice se těší zasloužené pozornosti.“ V sousedství pivnice vznikl roku 1911 kamenný biograf Bio Grand.

## Metropol za první republiky
Po vzniku první republiky začal podnik provozovat Josef Metelec. Kavárnu a restauraci Metropol otevřel v sobotu 14. června 1919. 25. listopadu 1919 začal v podniku účinkovat kabaret Divadélko Praha. Vznikla stálá loutková scéna pro děti. 19. září 1920 bylo slavnostně servírováno medvědí. Živého sibiřského medvěda do Budějovic přivedli legionáři, ale radnice dar nepřijala a po nevydařeném pokusu o soukromý chov byl medvěd zastřelen a v restauraci coby delikatesa upraven. V Metropolu vznikl ochotnický soubor Bozděch, účinkoval balet souboru Lumír a hrály se šachy. Roku 1925 podnik navštívil šachový velmistr Alexandr Alexandrovič Aljechin.

## Předválečné a válečné období
V roce 1940 vznikl v podniku taneční orchestr Metroklub. Vedl jej kapelník Josef Hořčic, po něm klarinetista Vladimír Mitiska, baskytarista Vladimír Krček a další. Metroklub hrál k tanci, swing, moderní světovou hudbu i polky. Mimo Metropol hrál také v Armáďáku a Parku kultury a oddechu za Hardtmuthovou vilou.

## Odstranění stavby
Začátkem roku 1962 oznámil tajemník KV KSČ Karel Blahník v sousední budově kina Lípa (původně Bio Grand), že dojde k bourání budov Metropolu i kina. Předkládaným důvodem měla být výstavba nové budovy Jihočeského divadla. Její základní kámen byl položen již 21. října 1945 na Senovážném náměstí, ale budova, na kterou bylo potřeba 25 milionů korun nevznikla (vybralo se 1,9 milionu). Po měnové reformě 1953 zůstalo z 1,9 milionů pouze 54 tisíc Kčs. V roce 1957 se začalo opět mluvit o divadle, ale prostředky na stavbu nebyly. Tajemník ÚV KSČ dal v únoru 1962 – navzdory tomu, že ministerstvo (tehdy Ministerstvo školství a kultury) prostředky na výstavbu divadla nemělo ani několik pětiletek dopředu a banka tajemníka informovala, že peníze nejsou a nebudou – kategorický příkaz ke zbourání obou budov.